# Шацкий, Валерий Владиславович
Валерий Владиславович Шацкий (бел. Валерый Уладзіслававіч Шацкі; 9 августа 1937, Москва — 24 марта 2013) — советский и белорусский пианист и музыкальный педагог.
Родился в семье пианистов. Отец — Владислав Михайлович Эпштейн (1908—1988), ученик Константина Игумнова, мать — Наталья Антоновна Шацкая (1909—?), ученица Абрама Шацкеса, племянница Станислава Шацкого.
Учился в Центральной музыкальной школе у своего отца, затем окончил Московскую консерваторию (1960) и аспирантуру в ней (1963) под руководством Якова Флиера. Ещё студентом был в 1957 году удостоен третьей премии на международном фестивале «Пражская весна». С 1963 года жил и работал в Минске, преподавал в Белорусской государственной консерватории. Одновременно гастролировал по всему СССР, считался специалистом по масштабным сочинениям Людвига ван Бетховена, сонатам Фридерика Шопена, Ференца Листа, Сергея Прокофьева, среди ключевых произведений в репертуаре пианиста были «Картинки с выставки» Модеста Мусоргского и Третий концерт Сергея Рахманинова. В 1967—1978 гг. солист Белорусской государственной филармонии.
В результате последствий автомобильной аварии получил тяжёлую травму руки, несовместимую с возможностью концертировать, и уехал в Норильск, где преподавал в музыкальной школе и работал над физическим восстановлением. Спустя четыре года вернулся в Минск и на концертную сцену. С 1987 года доцент, затем профессор, в 1997—2012 гг. заведующий кафедрой специального фортепиано Белорусской государственной академии музыки. Составил сборник «Вопросы интерпретации пьес „Детского альбома“ П. И. Чайковского» (1987).